# Gekko porosus
Espèce
Statut de conservation UICN

 LC  : Préoccupation mineure
Gekko porosus est une espèce de geckos de la famille des Gekkonidae.

## Répartition
Cette espèce est endémique des îles Batanes aux Philippines. Elle se rencontre à Batan et à Itbayat.

## Publication originale
- Taylor, 1922 : Additions to the herpetological fauna of the Philippine Islands, I. The Philippine journal of science, vol. 21, p. 161-206 (texte intégral).